# Джела (река)
Дже́ла (устар. Гела; итал. Gela) — река в Италии, протекает по территории провинции Кальтаниссетта на юге острова Сицилия, впадает в Средиземное море.
Длина — 60 км. Площадь бассейна составляет 559,16 км². Берёт начало в горах, к северо-западу от Пьяцца-Армерина. Впадает в залив Джела Средиземного моря на восточной окраине города Джела.
В 1880-х годах Луиджи Паппалардо при раскопках в долине реки Джела остатки Вилла дель-Казале. Этот объект включен в 1997 году в список Всемирного наследия ЮНЕСКО.
Упомянута Вергилием, согласно которому город получил название от реки.
Гелу, что имя свое от реки получила бурливой,
Видим вдали…